# Athens Open Challenger 2012
L'Athens Open Challenger 2012, noto anche come Status Athens Open, è stato un torneo professionistico di tennis giocato sul cemento. È stata la 5ª edizione del torneo e faceva parte dell'ATP Challenger Tour nell'ambito dell'ATP Challenger Tour 2012. Si è giocato ad Atene in Grecia dal 7 al 13 maggio 2012.

## Partecipanti

### Teste di serie
| Nazionalità | Giocatore            | Ranking* | Testa di serie |
| ----------- | -------------------- | -------- | -------------- |
| Russia      | Igor' Kunicyn        | 88       | 1              |
| Slovacchia  | Karol Beck           | 111      | 2              |
| Estonia     | Jürgen Zopp          | 120      | 3              |
| Australia   | Marinko Matosevic    | 122      | 4              |
| Belgio      | Ruben Bemelmans      | 145      | 5              |
| Russia      | Aleksandr Kudrjavcev | 164      | 6              |
| Russia      | Konstantin Kravčuk   | 190      | 7              |
| Lituania    | Laurynas Grigelis    | 193      | 8              |

- Ranking al 30 aprile 2012.

### Altri partecipanti
Giocatori che hanno ricevuto una wild card:
- Theodoros Angelinos
- Konstantinos Economidis
- Alexandros Jakupovic
- Markos Kalovelonis

Giocatori passati dalle qualificazioni:
- Ilija Bozoljac
- Aljaksandr Bury
- Riccardo Ghedin
- Nikolaus Moser

## Campioni

### Singolare
Marinko Matosevic ha battuto in finale  Ruben Bemelmans con il punteggio di 6–3, 6–4

### Doppio
Andre Begemann /  Jordan Kerr hanno battuto in finale  Gerard Granollers Pujol /  Alexandros Jakupovic con il punteggio di 6–2, 6–3